# Bjalynitschy

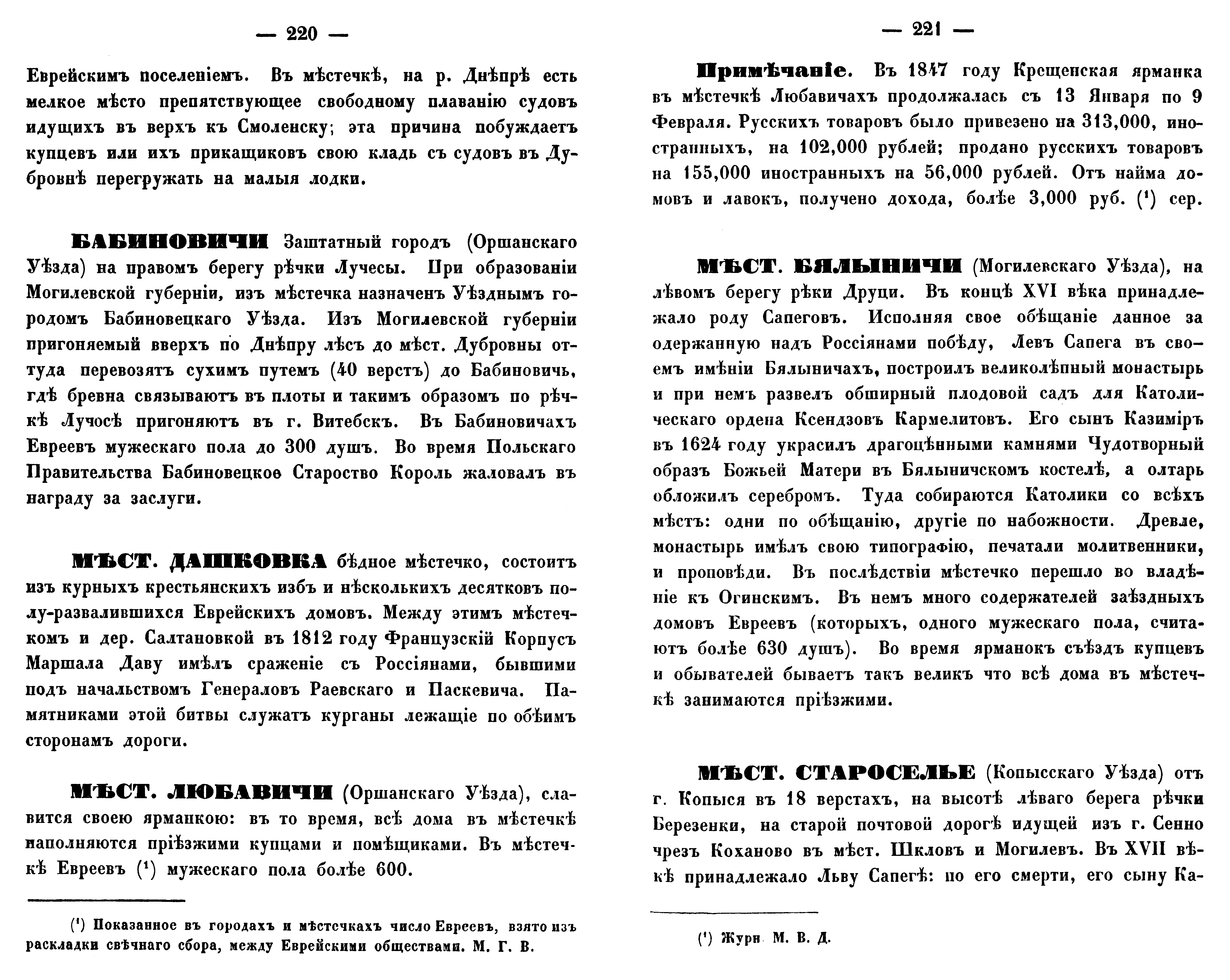
Beschreibung Bjalynitschys im mittleren Absatz auf S. 221 eines Faksimiles (1995) der Originalausgabe (1855) von von Mikhail Osipovich Byez-Kornilovich (russisch Михаил Осипович Безъ-Корниловичъ; 29. September 1796 – 7. Januar 1856), einem russischen Historiker und militärischem Topografen.

Bjalynitschy bzw. Belynitschi (Бялынічы, Białyničy; russisch Белыничи) ist eine Stadt im Nordwesten des Mahiljouskaja Woblasz in Belarus. Es ist das administrative Zentrum des Rajon Bjalynitschy.
Das Wappen von Bjalynitschy zeigt eine Hodegetria.

## Geografie
Bjalynitschy liegt etwa 42 km westlich von Mahiljou (der Hauptstadt der Woblasz) und rund 142 km ostnordöstlich von Minsk. Es liegt etwa bei Kilometer 145 an der Fernstraße M4.
Der Fluss Drut fließt an Bjalynitschy vorbei.

## Geschichte
Erstmals erwähnt wurde Bjalynitschy im Jahr 1577. Am Ort wurde 1624 ein Karmeliter-Kloster gegründet. Zu einer Minderstadt mit Magdeburger Recht wurde Bjalynitschy am 4. Oktober 1634.
Ab dem Ende des 17. Jahrhunderts ließen sich jüdische Siedler in Bjalynitschy nieder.
Während des Zweiten Weltkrieges wurde die Stadt am 6. Juli 1941 von deutschen Truppen besetzt und am 29. Juni 1944 von der Roten Armee befreit.
Vorsitzender des Exekutivkomitees bzw. des Bezirksvorstandes ist Nikolai Mikhailovich Kodatenko (russisch Николай Михайлович Кодатенко), der 2013 Aleksandr Nikolajewitsch Voronin (russisch Александр Николаевич Воронин) ablöste.

### Bevölkerungsentwicklung
| Jahr | Bevölkerung |
| ---- | ----------- |
| 1785 | 831         |
| 1846 | 940         |
| 1939 | ~3.124      |
| 1968 | 7.300       |
| 1979 | 8.073       |
| 1989 | 10.625      |
| 1999 | 11.200      |
| 2009 | 10.688      |
| 2012 | 10.639      |

Im Januar 1939 lebten 781 Juden in Bjalynitschy, was etwa 25 % der Gesamtbevölkerung ausmachte.

## Historische Bilder von Kirche und Kloster

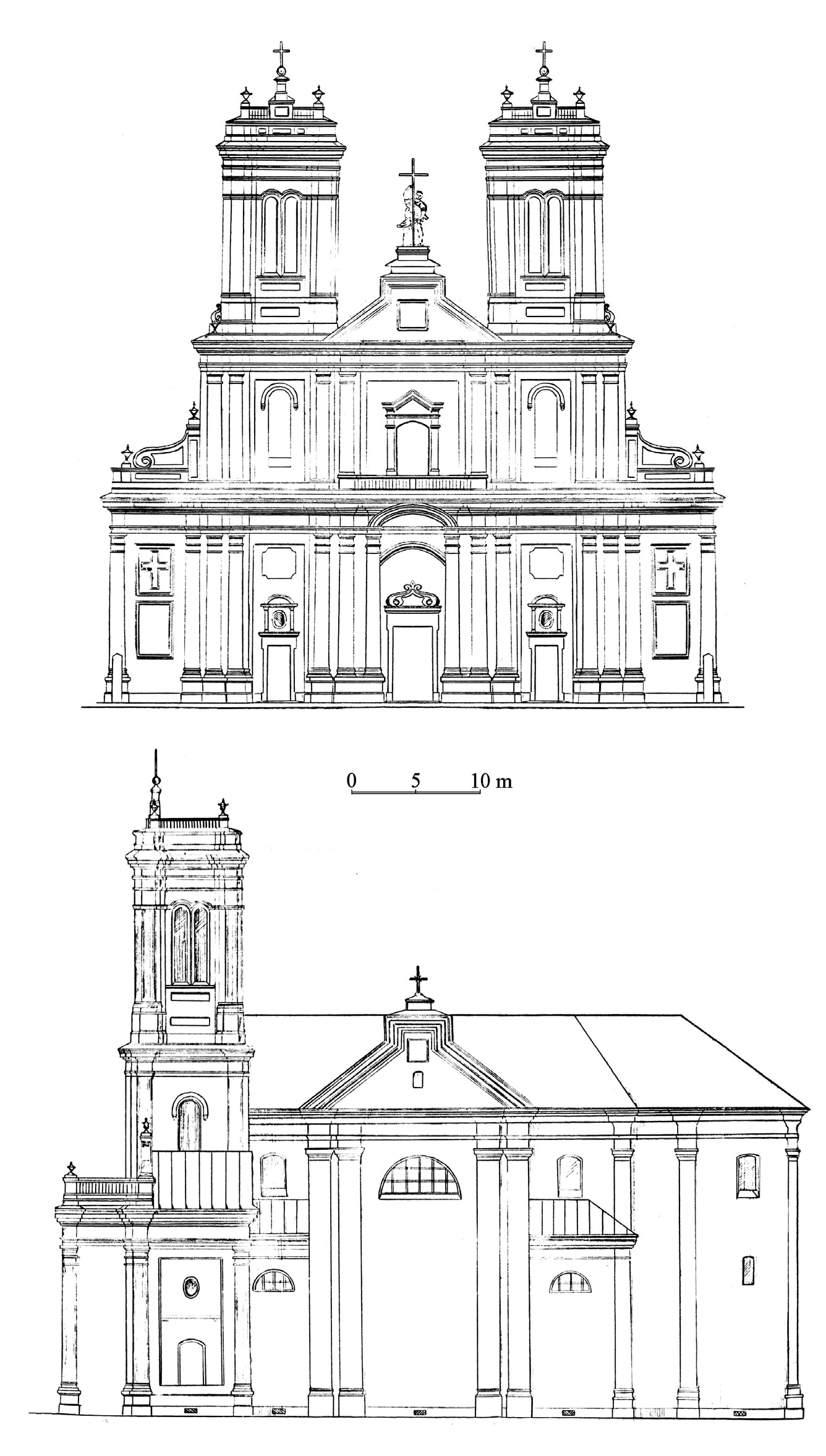
Bauplan für die Karmeliterkirche (1860)
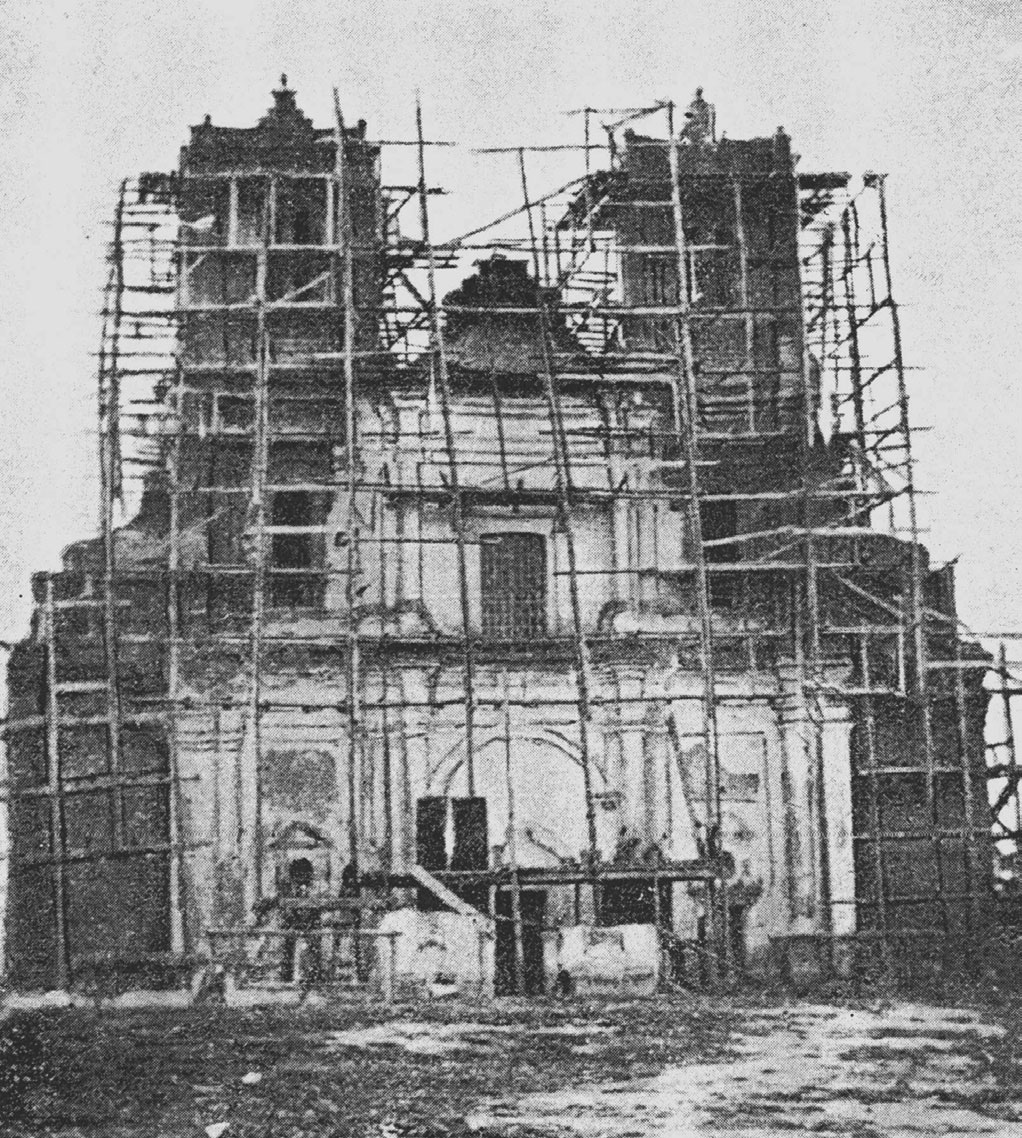
Razbudova-Kirche (1862)
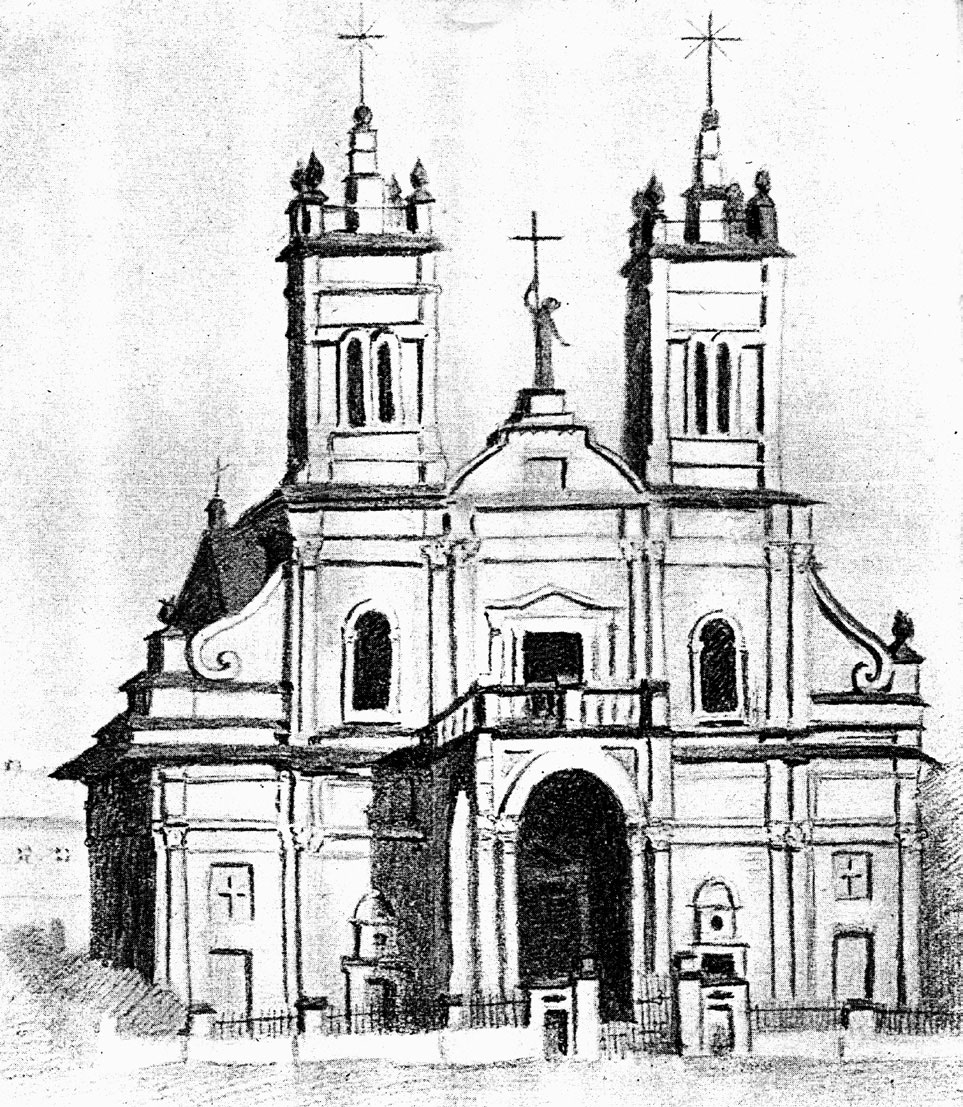
Katholische Kirche und das Karmeliterkloster (1860)
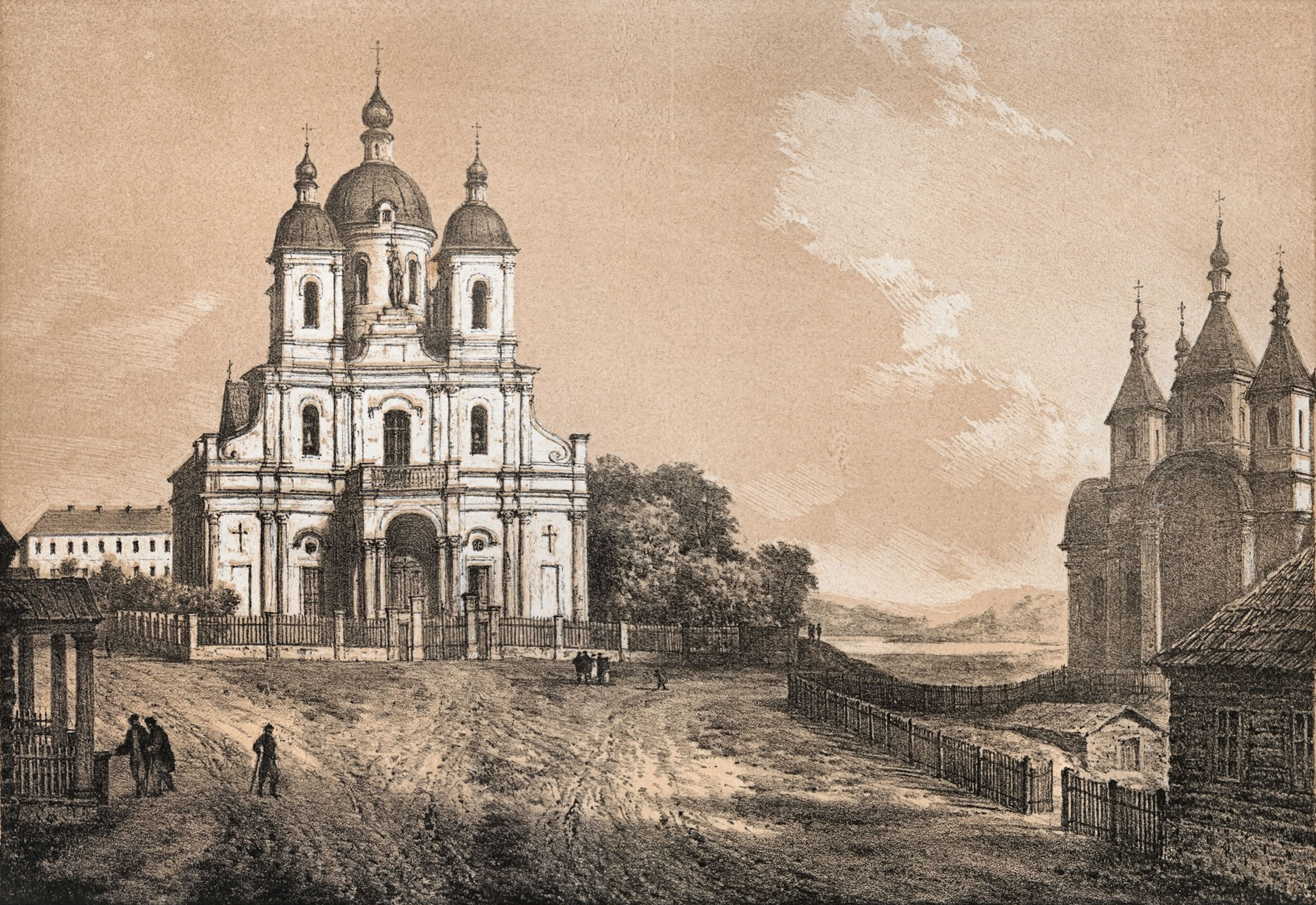
Kirche und Kloster der Karmeliten. N. Horde, 2. Stock. XIX Jahrhunderts.
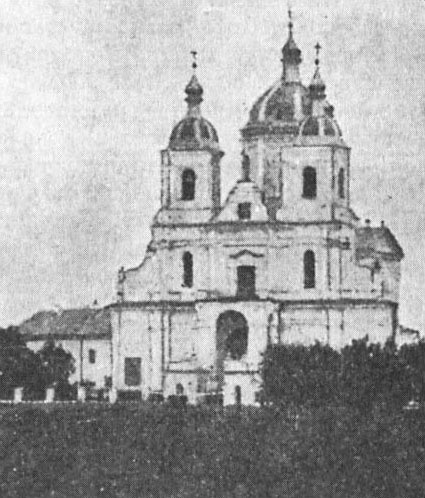
Katholische Kirche und das Karmeliterkloster
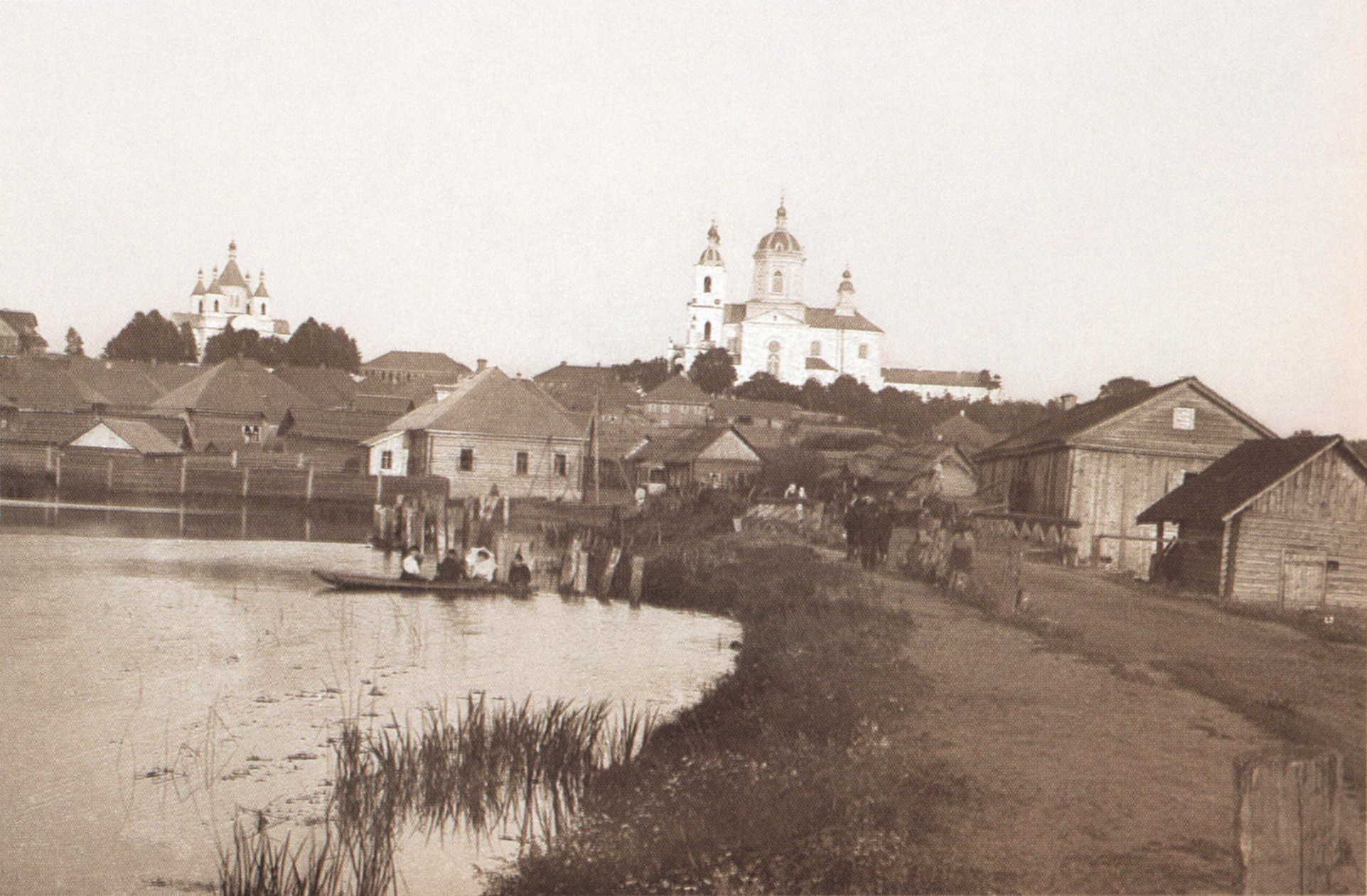
Landschaft der Stadt und das Kloster
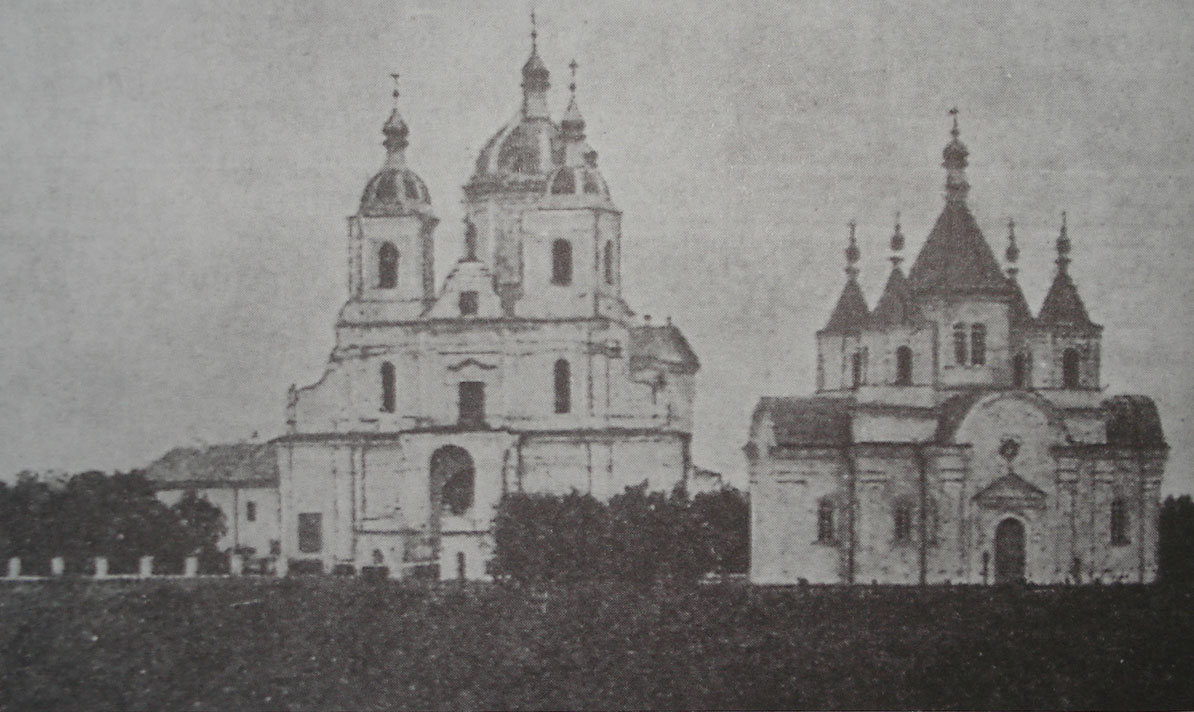
Katholische Kirche und die Kirche

## Zeitgenössisches Bjalynitschy

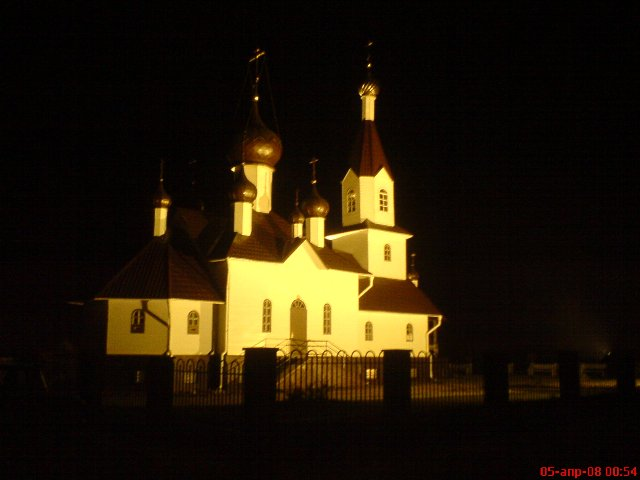
Kirche bei Nacht (2008)
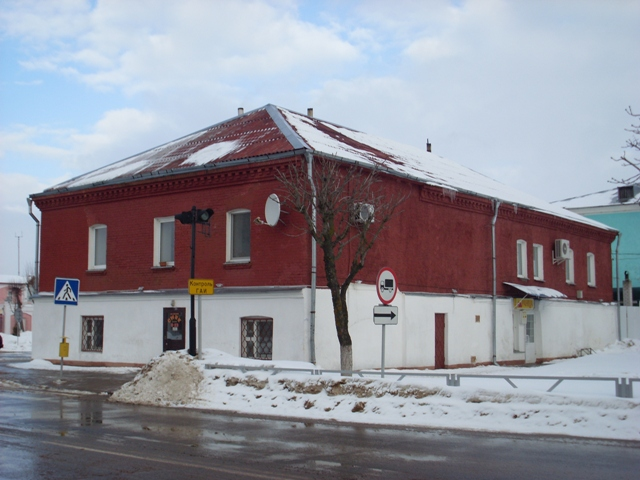
Postgebäude (2011)
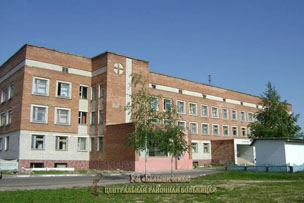
Krankenhaus (2013)
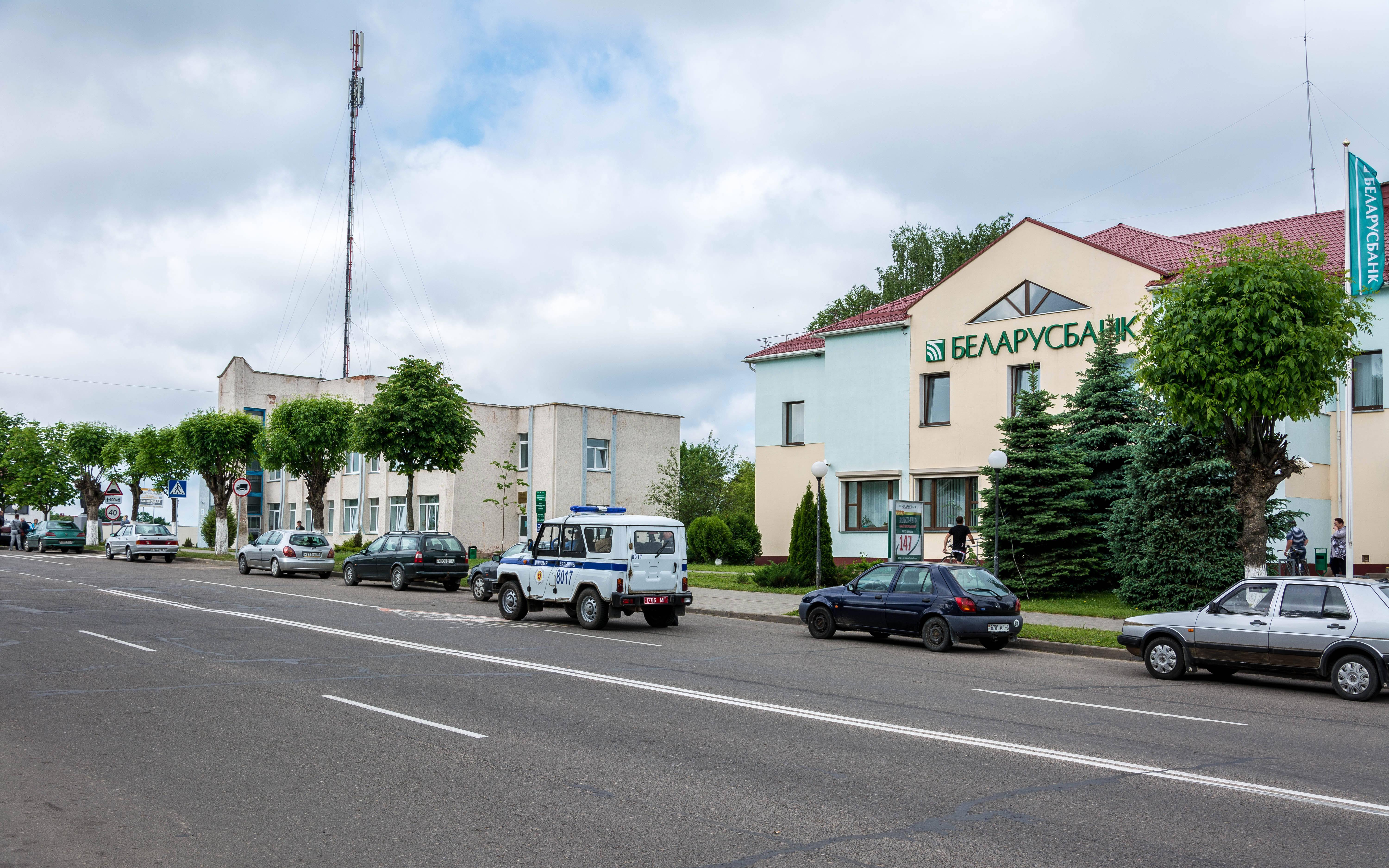
Straßenszene (2013)

## Persönlichkeiten
- Aljaksandr Sjaljawa (* 1992), Fußballspieler
- Juryj Kawaljou (* 1993), Fußballspieler
- Dsmitryj Nabokau (* 1996), Hochspringer